# Zababdeh
Pour les articles homonymes, voir Zabadida.
Zababdeh est une petite ville de Cisjordanie sous l'Autorité palestinienne. Sa population est aux deux-tiers chrétienne et le maire doit être obligatoirement chrétien selon la loi. Elle comptait une population de 3 665 habitants en 2007. Elle se trouve à 15 kilomètres au sud-est de Jénine et à 2 kilomètres de l'université arabe américaine de Jénine. Son territoire s'étend sur une surface de 5 719 dunams, les trois quarts étant recouverts d'oliveraies et de plantations de figuiers.